# Bosque subtropical de coníferas
Los bosques subtropicales de coníferas o también bosques de pino, constituyen un bioma forestal terrestre que se presenta en zonas altas y bajas de clima subtropical semi-húmedo con una estación seca larga y escasas precipitaciones donde la vegetación predominante son los bosques subtropicales de pino y bosques mixtos (formados por coníferas y frondosas).
Los ecosistemas que componen este bioma son bosques de coníferas densos acompañados de un sotobosque de hongos, helechos, arbustos y árboles pequeños. Destacan las aves y mariposas migratorias. Donde el bosque es más seco hay matorral espino y plantas suculentas.
Se encuentra en las siguientes locaciones:
- América
  - bosques madrenses de pino-encino, compuestos por pinos y encinos principalmente en las sierras de México. Es la más variada.
  - bosques de pino-encino de América Central
  - bosques de pino de las Antillas
  - bosque planaltense de araucarias al sur del Brasil
- Asia
  - Sudeste asiático, en Birmania, Sumatra y Luzón
  - Subcontinente indio, en el Himalaya

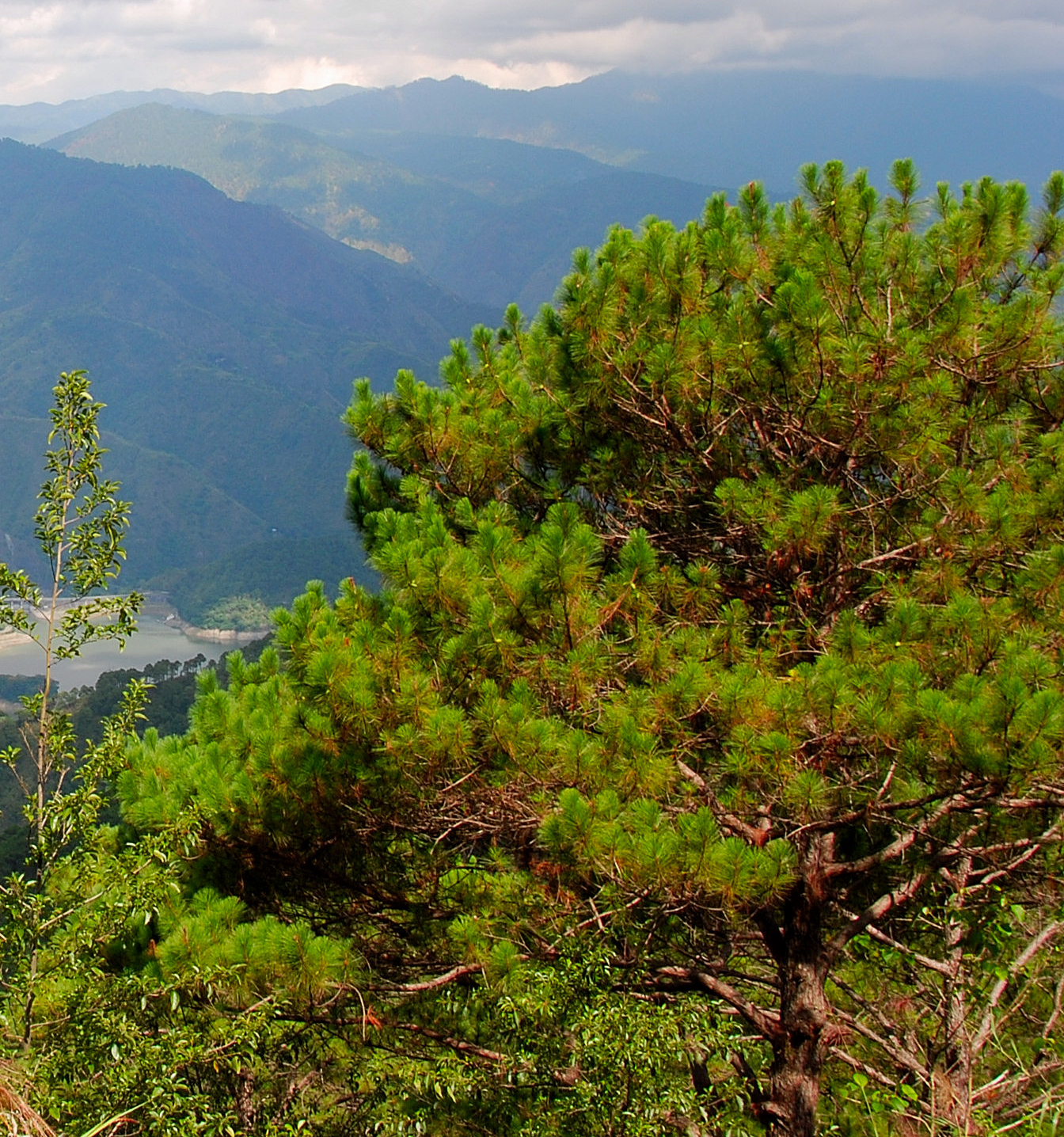
Bosque montano de pino de Luzón, Filipinas.

## Tipos
Entre los principales tenemos:
- Bosque mixto de montaña: Es el tipo más común, está situado entre los 1200 y 2800 m s. n. m. y está compuesto de pinos y encinos.
- Bosque de pino costero
- Bosque de pino insular
- Bosque de Juniperus
- Bosque de Cupressus
- Bosque de Araucaria